# Richard de Bures
Richard de Bures (overleden: 1247) was de zeventiende grootmeester van de Orde van de Tempeliers tijdens de gevangenschap van Armand de Périgord, nadat deze gevangen was genomen in de Slag bij La Forbie. Velen bronnen vermelden niet dat Richard de Bures tijdens de periode 1244-1247 grootmeester was, men gaat er algemeen vanuit dat hij als een tussenpaus fungeerde. Richard werd in 1247 opgevolgd door Willem van Sonnac.